# Burgwall Pleetz
Der Burgwall von Pleetz, einem Ortsteil der Gemeinde Datzetal im Landkreis Mecklenburgische Seenplatte, ist ein slawischer Burgwall. Er befindet sich im heutigen Gutspark des Ortes.
Die kreisförmige Anlage stammt aus der altslawischen Zeit des 8./9. Jahrhunderts. Die sichtbaren Reste des Burghügels haben eine Ausdehnung von etwa 80 Meter mal 60 Meter. Durch die Lage in der Datzeniederung war die Anlage auf natürliche Weise geschützt. Von der Burganlage sind keine Wälle erhalten, dennoch erkennt man hier eine Art Plateau, das heute vorzugsweise als Pferdekoppel genutzt wird. Die Wehranlage lag im Stammesgebiet der Wilzen und dürfte als Fluchtburg oder als Adelssitz gedient haben.